# Pete Dexter
Peter Dexter, detto Pete (Pontiac, 22 luglio 1943), è uno scrittore, giornalista e sceneggiatore statunitense, vincitore del National Book Award per la narrativa nel 1988 grazie al suo romanzo Il cuore nero di Paris Trout.

## Biografia
È stato editorialista del Philadelphia Daily News, del Sacramento Bee e del Seattle Post-Intelligencer. In precedenza aveva lavorato per l'attuale The Palm Beach Post di West Palm Beach in Florida, ma aveva smesso nel 1972 perché il proprietario del quotidiano aveva costretto tutti gli editorialisti ad appoggiare pubblicamente Richard Nixon contro George McGovern alle elezioni presidenziali.
Ha iniziato a scrivere narrativa nel 1981, dopo un grave fatto che ha cambiato la sua vita: 30 cittadini di Filadelfia, ubriachi e inferociti per un suo articolo lo sottoposero ad un durissimo pestaggio servendosi anche da mazze da baseball. I traumi subiti, sommati a quelli già sofferti in passato per incidenti stradali e a causa del suo passato di pugile dilettante, resero Dexter parzialmente disabile e lo costrinsero a sottoporsi per anni ad interventi chirurgici.
Dexter vive e scrive su un'isola nella zona del Puget Sound nello stato di Washington. Paper Trails, pubblicata nel 2007, è una raccolta degli articoli di fondo che ha scritto per il Philadelphia Daily News e The Sacramento Bee dagli anni settanta agli anni novanta.

## Opere

### Romanzi
- Così si muore a God's Pocket (God's Pocket)[5] (1983)
- Deadwood: l'epopea delle Colline nere (Deadwood)[5] (1986)
- Il cuore nero di Paris Trout (Paris Trout)[5] (1988)
- Amore fraterno (Brotherly Love)[5] (1991)
- Un affare di famiglia (The Paperboy)[5] (1995)
- Train[5] (2003)
- Spooner[5] (2009)

### No fiction
- Paper Trails (2007)

### Sceneggiature
- Il cuore nero di Paris Trout (Paris Trout), regia di Stephen Gyllenhaal (1991)
- Effetto allucinante (Rush), regia di Lili Fini Zanuck (1991)
- Wild Bill, regia di Walter Hill (1995)
- Michael, regia di Nora Ephron (1996)
- Scomodi omicidi (Mulholland Falls), regia di Lee Tamahori (1996)
- Patto con il diavolo, regia di Alec Baldwin (2004)
- The Paperboy, regia di Lee Daniels (2012)